# Zoonavena
Zoonavena is een geslacht van vogels uit de familie gierzwaluwen (Apodidae).

## Soorten
Het geslacht kent de volgende soorten:
- Zoonavena grandidieri  – Grandidiers gierzwaluw
- Zoonavena sylvatica  – Hindoegierzwaluw
- Zoonavena thomensis  – São-Tomégierzwaluw